# Tržič (Dobrepolje)
Tržič (Duits: Neumarkt) is een plaats in Slovenië en maakt deel uit van de gemeente Dobrepolje in de NUTS-3-regio Osrednjeslovenska. De plaats telde 23 inwoners op 1 januari 2020.